# Benito Vines
Benet Viñes Martorell (Benet Vinyes em língua catalã, sua língua mãe; Poboleda, Priorat, 1837 – Havana, 1893) foi um clérigo jesuíta durante o século XIX em Havana, Cuba.
Conhecido por seus estudos sobre furacões. Foi diretor do Observatorio del Colegio de Belén em Havana, autor de Practical Hints in Regard to the West Indian Hurricanes, obra traduzida para o inglês pela Marinha dos Estados Unidos e publicada pelo United States Hydrographic Office.

## Obras
- Viñes Martorell, Benet (1877). Viaje científico (de exploración por diversos puntos de la Isla). La Havana: Anales de la Real Academia de Ciencias Médicas, Físicas y Naturales de La Habana, 13. 427 páginas
- Viñes Martorell, Benet (1877–1878). Apuntes relativos a los huracanes de las Antillas en septiembre y octubre de 1875 y 1876. La Havana: Anales de la Real Academia de Ciencias Médicas, Físicas y Naturales de La Habana, 14. pp. 230–557
- Viñes Martorell, Benet (1878). Huracanes del 7 y 19 de octubre de 1870. La Havana: Tipografia i Papelera El Iris
- Viñes Martorell, Benet (1886). Las tempestades de Cuba, noviembre 14 de 1886. La Havana: Anales de la Real Academia de Ciencias Médicas, Físicas y Naturales de La Habana, 23. pp. 339–340
- Viñes Martorell, Benet (1887). Observaciones del paso de Venus, hechas en el Real Colegio de Belén de la Habana, el 6 de diciembre e 1882. La Havana: Anales de la Real Academia de Ciencias Médicas, Físicas y Naturales de La Habana, 24. pp. 74–81
- Viñes Martorell, Benet (1894). Investigaciones relativas a la circulación y traslación ciclónica de los huracanes de las Antillas». La Havana: Anales de la Real Academia de Ciencias Médicas, Físicas y Naturales de La Habana, 31. 58 páginas